# Stéarate de polyoxyéthylène (40)
Le stéarate de polyoxyéthylène (40) est un tensioactif non ionique.
C'est un émulsifiant, stabilisant, épaississant et gélifiant utilisé en tant qu'additif alimentaire sous le numéro E431 dans certains vins. Le composé est synthétisé en faisant réagir l'oxyde d'éthylène et l'acide stéarique.